# Can Savarrés
Can Savarrés és una masia del municipi de Castelló d'Empúries (Alt Empordà) inclosa en l'Inventari del Patrimoni Arquitectònic de Catalunya.

## Descripció
Situada al sud del nucli antic de la població, a la urbanització Castelló Nou. Ocupa l'illa delimitada pels carrers de la Paborderia, de les Calandrieres i de les Closes.
Masia formada per diversos cossos adossats, amb diferents orientacions i alçades. El cos principal és de planta rectangular, amb el carener perpendicular a la façana i la teulada a dues vessants de teula àrab, amb doble ràfec de teula i de maó pla. Consta de planta baixa, primera planta i altell. La façana principal està arrebossada i el portal d'accés és de mig punt adovellat, amb els brancals de pedra desbastada. A la cantonada sud-est es troba una petita fornícula de pedra a manera de capella, sense cap imatge. A la part superior sobresurt un coronament de planta quadrada, amb les cantonades a manera de merlets. La façana nord està bastida amb pedra, farcida d'obertures emmarcades de diverses tipologies, que probablement no siguin originals de l'edificació. El cos adossat a la part est és de planta rectangular i consta de planta baixa i una més d'alçada. Té diverses ampliacions adossades. El parament és de pedra, amb la porta d'accés a la primera planta a través d'unes escales de pedra. Les obertures de la façana est són rectangulars, amb els brancals i les llindes de pedra desbastada. Les obertures de la façana nord mantenen les mateixes característiques tipològiques que les anteriors.
El cos adossat a l'oest està més transformat i es destina, actualment al nou ús de l'edifici.

## Història
El primer document escrit que esmenta can Savarrés es troba registrat a l'inventari de béns immobles del patrimoni Fontdevila-Roure, el 16 de gener de 1744, amb el nom de Cortal Savarrés. Aquest hi surt mencionat com patrimoni de la casa Fontdevila, que s'incorpora al patrimoni de la família de Caramany mitjançant l'enllaç entre la pubilla Narcisa Fontdevila i Roure i l'hereu Antoni de Caramany. (Arxiu Històric de Girona. J.A. Pica, Notari de la Bisbal, 1016/1744).
Vers l'any 1752 es documenta a l'arxiu Caramany un procés d'embargament de 150 arbres tallats del cortal Savarrés.
Posteriorment, el dia 1 de maig de 1791 es realitza un inventari post-mortem dels béns de Salvador de Caramany, pres per Josep Francesc de Caramany, amb intervenció del notari de Girona Bonaventura Bou on surt mencionat l'heretat.
El 1842 es té constància del testament de Josep Maria de Caramany Ros i de Camps, on dona la casa del carrer dels Ciutadans de Girona, la casa del carrer del Carbonar de Castelló i els cortals d'Avinyó i Savarrés en benefici de la seva filla Ramona.